# 紫花越南槐
紫花越南槐（学名：Sophora tonkinensis var. purpurascens）为豆科槐属下的一个变种。

## 扩展阅读
- 維基物種上的相關：紫花越南槐